# Sáling József
Sáling József (Mosonszolnok, 1951. február 20. –) magyar szakszervezeti vezető, politikus, országgyűlési képviselő.

## Életpályája

### Iskolái
1970–1974 között a Marx Károly Közgazdaságtudományi Egyetem kereskedelmi szakán tanult. 1981-ben szakközgazdász végzettséget szerzett.

### Pályafutása
1978–1980 között az Állami Biztosító (ÁB) budai járási fiókjának pénzügyi vezetője volt. 1980–1983 között a Pest Megyei Népi Ellenőrzési Bizottság kereskedelmi referense volt. 1983–1989 között a Kereskedelmi, Pénzügyi és Vendéglátópari Dolgozók Szakszervezete (KPVDSZ) munkatársa és gazdasági osztályvezetője volt. 1989–1993 között a Fogyasztási Szövetkezeti Dolgozók Szakszervezetének titkára volt. 1994–2018 között a Kereskedelmi Alkalmazottak Szakszervezetének (KASZ) ügyvezető elnöke volt.

### Politikai pályafutása
1974–1978 között a Pest Megyei Tanács árpolitikai főelőadója volt. 1982–1989 között az MSZMP tagja volt. 1989-től az MSZP tagja. 1994–1995 között a Nyugdíjbiztosítási Önkormányzat képviselője volt. 1995–1998 között, valamint 2004–2007 között az ÁPV Rt. felügyelőbizottságának tagja, 1997–1998 között elnöke volt. 1996–1999 között az MSZOSZ szóvívője volt. 1998–2000 között a Gazdasági bizottság tagja volt. 1998–2002 között országgyűlési képviselő volt. 1999–2000 között A Magyar Nemzeti Bank kereskedelmi banki tevékenységével kapcsolatos tényfeltáró albizottság tagja volt. 2000–2002 között a Foglalkoztatási és munkaügyi bizottság tagja volt. 2001–2002 között az Európai integrációs albizottság tagja volt. 2002-ben és 2006-ban országgyűlési képviselőjelölt volt.

## Családja
Szülei Sáling József és Tóth Terézia voltak. Elvált. Két fia született: Péter (1975–) és Gergő (1977–).

## Díjai
- A Magyar Érdemrend lovagkeresztje (2009)[2]